# Миротворец (Расширенная вселенная DC)
Кри́стофер «Крис» Смит (англ. Christopher "Chris" Smith), также известный как Миротво́рец (англ. Peacemaker) — вымышленный персонаж-антигерой медиафраншиз Расширенная вселенная DC (DCEU) и «Вселенная DC» (DCU), основанный на одноимённом персонаже комиксов Charlton / DC Comics. Персонаж был адаптирован сценаристом и режиссёром Джеймсом Ганном, а его роль исполняет Джон Сина. Смит действует как линчеватель, который стремится добиться мира любой ценой, что приводит к 30-летнему тюремному заключению в исправительной колонии Белль-Рив. Начальник тюрьмы и директор АРГУСа Аманда Уоллер предлагает ему присоединиться к ударной группе, состоящей из других заключённых, в миссии по проникновению на отдалённое островное государство Корто-Мальтезе. После того, как он предал своих товарищей по команде и был выведен из строя во время миссии, АРГУС вылечил его и сразу же после этого отправил на другую миссию; теперь ему поручено сопровождать группу агентов АРГУСа, чтобы предотвратить угрожающую миру эпидемию в рамках проекта «Бабочка».
Миротворец появился в двух проектах Расширенной вселенной DC: полнометражном фильме «Отряд самоубийц: Миссия навылет» (2021) и первом сезоне стримингового телесериала Max «Миротворец» (2022). Персонаж вернётся во втором сезоне сериала, который будет интегрирован во Вселенную DC.

## Разработка персонажа и исполнение

### Предыстория
В октябре 2018 года Warner Bros. наняли Джеймса Ганна, чтобы он стал сценаристом и режиссёром запланированного продолжения фильма Расширенной вселенной DC «Отряд самоубийц» (2016) после того, как он был только уволен из Walt Disney Studios Motion Pictures с должности сценариста / режиссёра фильма Кинематографической вселенной Marvel «Стражи Галактики. Часть 3» (2023), в свете новостей о серии спорных твитов, которые он сделал много лет назад, за которые позже извинился. Хотя он был бы почти сразу восстановлен в должности студиями Disney и Marvel Studios после того, как его наняли Warner Bros. и DC Films, его приверженность своим обязательствам перед последними студиями означала, что производство «Части 3» придётся значительно отложить, чтобы приспособиться к его проектам с DC. Президент Marvel Studios Кевин Файги призвал Ганна снять «отличный фильм» во время обсуждения его приоритизации последнего проекта, и дату начала производства «Части 3» перенесли на 2021 год.

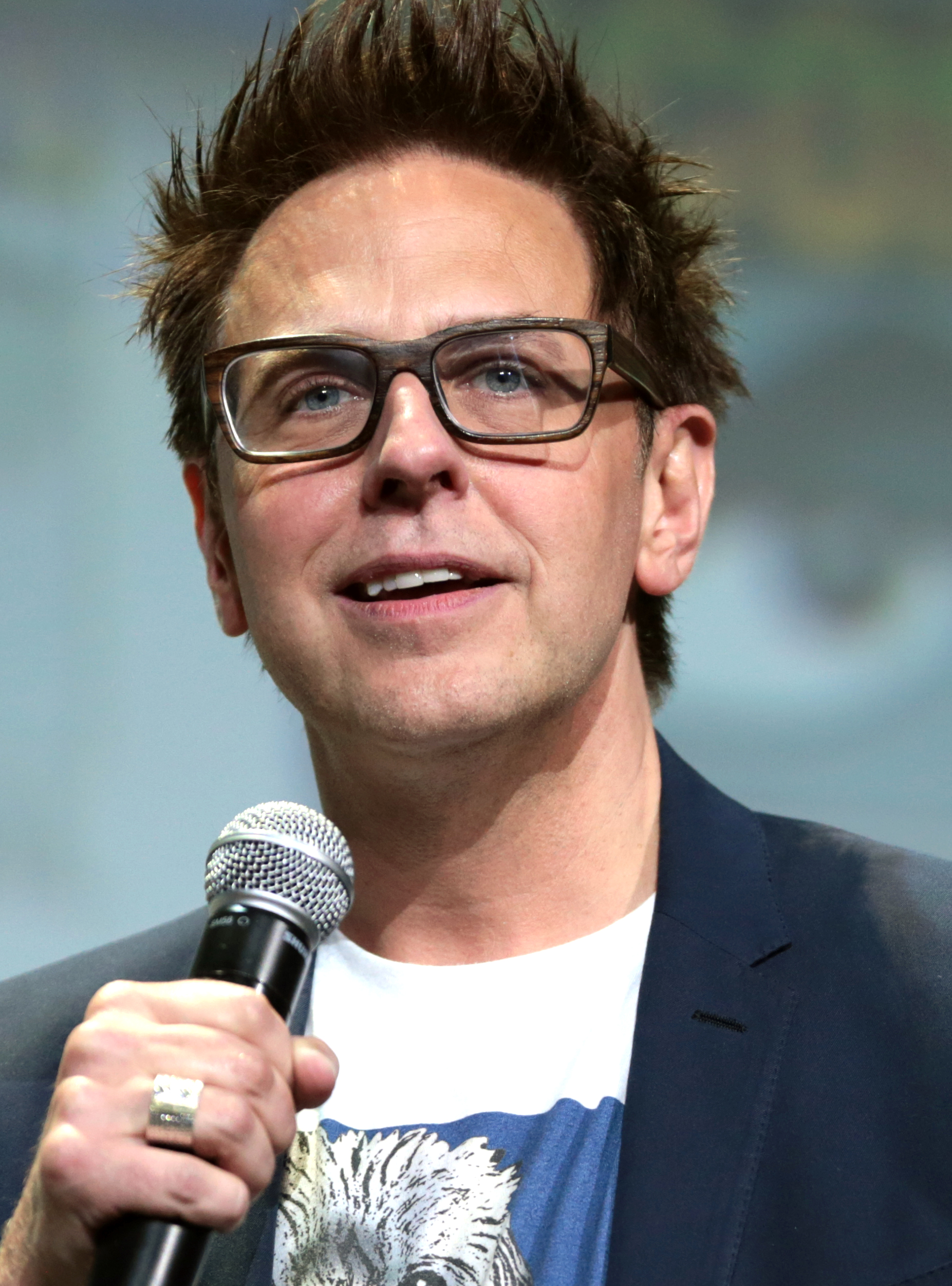
Джеймс Ганн, сценарист/режиссёр «Отряда самоубийц» (2021) и создатель сериала HBO Max «Миротворец» (2022 — наст. время)

Фильм Ганна об Отряде самоубийц, в конечном итоге получивший название «Отряд самоубийц: Миссия навылет», должен был стать независимой историей, а не прямым продолжением предыдущего фильма режиссёра Дэвида Эйера, который направит франшизу в новое русло и покажет в значительной степени новый актёрский состав. Чарльз Ровен и Питер Сафран были назначены продюсерами, а Зак Снайдер и Дебора Снайдер — исполнительными продюсерами. Сафран настаивал на том, чтобы Ганн взялся за проект, чувствуя, что нет лучшего режиссёра, чем он, чтобы «собрать разрозненную группу аутсайдеров на миссию».

### Адаптирование Миротворца для кино и телевидения

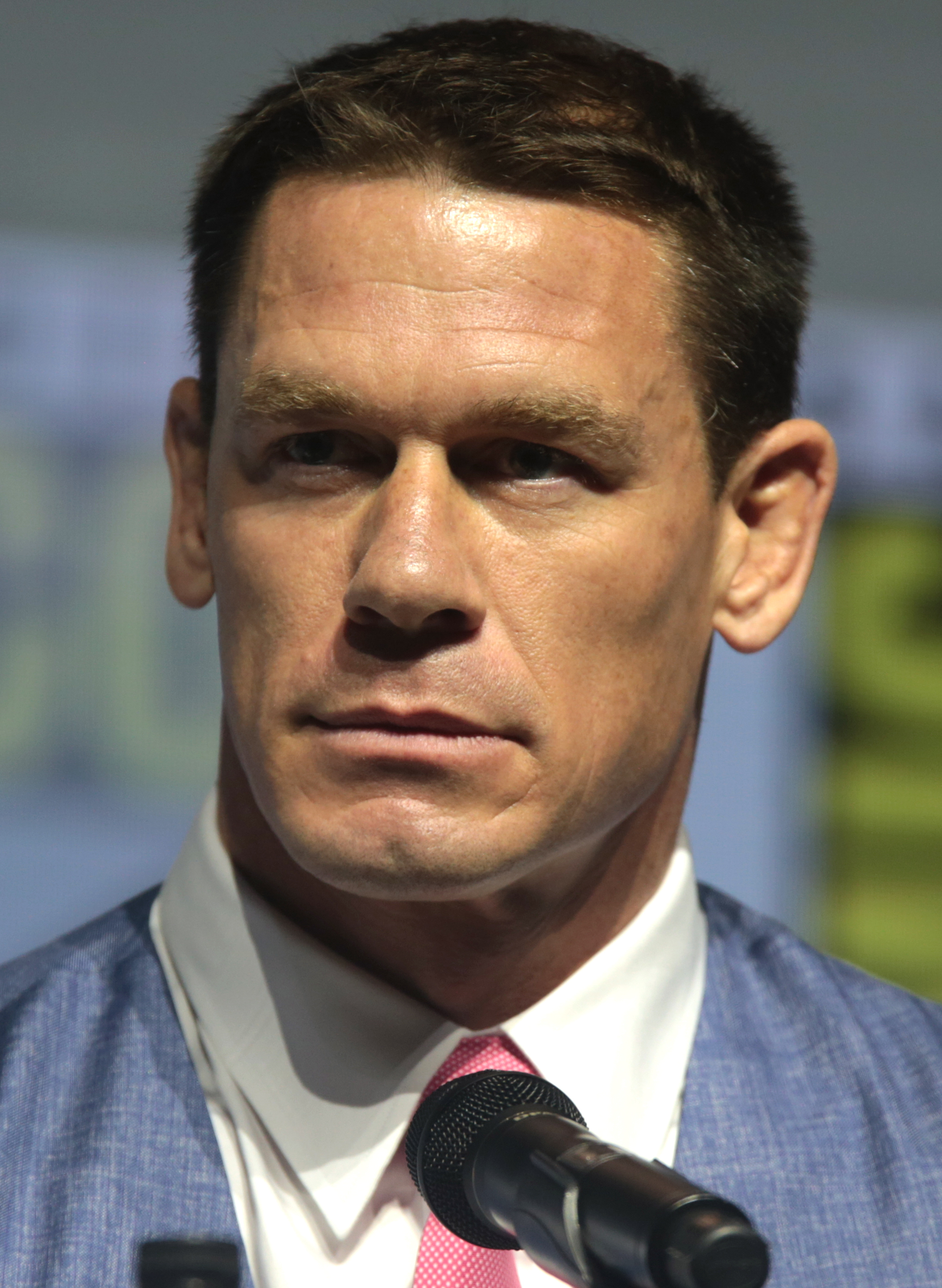
Профессиональный рестлер и актёр Джон Сина изображает Миротворца как «придурковатого, братского Капитана Америку»

Среди новых персонажей, которые вошли в обновлённый состав команды фильма, Джеймс Ганн выбрал персонажа Миротворца, первоначально созданного Джо Гиллом и Пэтом Бойеттом для появления в изданиях Charlton Comics, пока персонажа не поглотил DC Comics вместе с другими персонажами Charlton в сюжетной линии-кроссовере 1985 года Кризис на Бесконечных Землях, которая интегрировала Миротворца в основную Вселенную DC. Изначально Ганн хотел пригласить на эту роль Дэйва Батисту, поскольку они ранее сотрудничали в фильмах про Стражей Галактики во франшизе КВМ, где Батиста играл Дракса Разрушителя. Однако Батиста был недоступен для этой роли из-за того, что получил главную роль в фильме Зака Снайдера «Армия мертвецов» (2021).
Его коллега-выпускник WWE Джон Сина вступил в переговоры о исполнении роли персонажа в апреле 2019 года, поскольку Ганн хотел поработать с Синой, увидев его выступление в романтической комедии «Девушка без комплексов» (2015), и некоторое время искал для него подходящую роль. Сина ранее безуспешно пробовался на роли как в фильмах Marvel, так и DC Comics, в частности, его не взяли как на роль Кейбла в «Дэдпуле 2» (2018), так и на главную роль в «Шазаме!» (2019), в дополнение к различным ролям в КВМ. Однако он был открыто увлечён работой над проектом с Джеймсом Ганном, заявив в январе 2022 года, что,

Единственная причина, по которой он получает поблажку, — это его репутация рассказчика. Он просто не сдаётся, он цепляется за каждый кусочек, и я знаю, что это будет хорошо, потому что он начинает с чистого листа, и всё. Но я всегда читаю это, я всегда читаю историю, чтобы убедиться, что, во-первых, она мне нравится, а во-вторых, она соответствует моему набору навыков. Я действительно хочу бросить вызов самому себе, но я не хочу, чтобы когда я что-то делаю в первый раз было на экране для платящего клиента. Я хочу получить практику и выступать на уровне потребительского качества.— Джон Сина
Во время продвижения «Миссии навылет» Сина решил надевать костюм Миротворца для интервью и других рекламных мероприятий, чтобы познакомить аудиторию с менее известным персонажем, что было тактикой, которую он ранее использовал, когда был профессиональным рестлером.
Закончив работу над «Миссией навылет», Ганн начал работать над сериальным спин-оффом о происхождении Миротворца «просто ради забавы» во время его карантина из-за COVID-19. Он предложил эту идею продюсеру Питеру Сафрану, к которому позже DC Films обратилась с просьбой создать сериальный спин-офф «Отряда самоубийц». В сентябре 2020 года канал HBO Max в конечном итоге подобрал сериал «Миротворец», причём Ганн написал сценарии ко всем восьми эпизодам первого сезона и стал режиссёром пяти из них. Сина согласился вновь исполнить роль в сериале в 2020 году, став исполнительным продюсером вместе с Ганном и Сафраном. В результате Миротворцу, который изначально должен был умереть в «Миссии навылет», сохранили жизнь для сериала, и в январе 2021 года для фильма была снята сцена после титров, чтобы подготовить почву для «Миротворца», съёмки которого также начались примерно в то же время. После успеха первого сезона в 2022 году был заказан второй сезон «Миротворца».

### Характеризация
Сина описал своего персонажа как «придурковатого Капитана Америку», а Ганн добавил, что персонаж пойдёт на все, чтобы добиться мира. Получив роль, Ганн также посоветовал Сине не читать никаких комиксов с участием Миротворца, чтобы развить базовые знания о персонаже, поскольку предвзятое представление о том, каким может быть персонаж, отвлекло бы от истории, которую Ганн хотел рассказать. Сина позже перефразировал слова Ганна в интервью: «У тебя есть то, что я ищу. Просто будь собой, и если ты готов следовать указаниям, я думаю, мы сможем сделать что-то особенное». Первоначально Сина представлял персонажа как «сержанта-инструктора, личность в стиле „Цельнометаллической оболочки“», и актёру было сказано сменить направление и подчеркнуть свою «добрую сторону» примерно через 20 минут после съёмок его первой сцены в костюме. Сина в том же интервью сравнил свою актёрскую карьеру в отношении этой роли со своей карьерой профессионального рестлера, заявив, что «Всякий раз, когда я играю роль в кино, это вообще не я. В то время как WWE — это странная вещь, что часто вам приходится создавать продолжение самого себя, потому что повествование чертовски длинное».
Несмотря на то, что в «Миссии навылет» его изображают самодовольным, исполненным долга и эгоистичным, и он продолжает выставлять напоказ этот фасад в «Миротворце», Смит на самом деле является сломленным, ненавидящим себя человеком, пытающимся найти цель в мире, но его преследуют множество ужасных поступков, которые он совершил, что мешает ему приспособиться к нормальной обстановке. Время, проведенное Смитом с детьми с проектом АРГУС, как показано в сериале, позволяет ему медленно примириться со своими прошлыми демонами и пересмотреть свои взгляды на мир, чаще показывая свою уязвимую сторону другим и учась обрабатывать свои подавленные эмоции, но также становясь более эмоционально неустойчивым и склонным к вспышкам гнева. Зрители отметили, что Миротворец получил меньшее развитие персонажа в «Миссии навылет» по сравнению с другими персонажами, такими как Роберт Дюбуа / Бладспорт, Клео Казо / Крысолов 2 и Король Акул, и что Миротворец считался «неисправимым» в фильме, но это было задумано Ганном, чтобы установить развитие персонажа в его собственном сериале. Ганн использовал сериал как возможность исследовать текущие мировые проблемы через главного героя, в дополнение к расширению своих отношений с отцом, на которые ссылались в фильме.
По словам Ганна, решение сделать Смита бисексуалом, что было подтверждено в предпоследнем эпизоде первого сезона «Миротворца», было принято Синой. Он утверждает, что «Миротворец — интересный персонаж, потому что он такой хреновый во многих отношениях, а в других отношениях он какой-то странно дальновидный. Джон постоянно импровизирует, и он только что превратил Кристофера Смита в гиперсексуализированного чувака, который открыт для всего сексуального. Я был удивлён этим. Но я подумал: „Я думаю, что это логично, что этот парень не одномерен.“». Сина изучил историю персонажа в комиксах и пришёл к выводу, что, учитывая детскую борьбу и невзгоды Кристофера Смита, он был бы «готов сделать всё, что угодно, в определённой степени».

## Биография персонажа

### Ранняя жизнь
Кристофер «Крис» Смит родился в Эвергрине, округ Чарлтон, штат Вашингтон, в семье Огаста «Огги» Смита, бывшего линчевателя, действовавшего под псевдонимом Белый Дракон, который был печально известен своей природой как сторонник превосходства белой расы и своими неонацистскими убеждениями. Огги научил Криса убивать в юном возрасте против его воли, навсегда исказив его чувство морали. Вскоре Крис случайно стал причиной смерти своего брата Кита, которого Огги любил больше, чем Криса, что глубоко разозлило первого и травмировало второго.
Повзрослев, Крис стал психически неуравновешенным, дав клятву сохранять мир любой ценой, независимо от того, какие средства он будет использовать для его достижения и сколько людей ему придётся убить. Стремясь к этому, он создаёт свою собственную униформу и принимает псевдоним «Миротворец», когда он начинает искать правосудие любыми необходимыми средствами. По пути Крис подружился с местным борцом с преступностью Эдрианом Чейзом, также известным как «Линчеватель», и лично встретился с будущими членами Лиги справедливости Флэшем и Чудо-женщиной, а одним из его первых крупных действий было задержание преступника по имени «Человек-змей». После того, как он начинает убивать преступников и других гражданских лиц во имя мира, Криса арестовывают и приговаривают к 30 годам заключения в тюрьме Белль-Рив.

### Оперативная группа X и проект «Морская звезда»
Находясь в заключении, Криса вербует директор АРГУСа Аманда Уоллер в санкционированную частным образом ударную команду заключённых металюдей и преступников под кодовым названием «Отряд X». Отряду поручено выполнить миссию в Корто-Мальтезе по ликвидации антиамериканского режима, который сверг правительство острова, и уничтожить лабораторию нацистской эпохи под названием «Йотунхейм», в которой содержится секретный эксперимент «Проект Морская звезда». После того, как группа членов команды во главе с полковником Риком Флагом быстро погибает в бою, Крис вместе со своими товарищами — Робертом Дюбуа / Бладспортом, Клео Казо / Крысоловом 2, Нанауэ / Королём Акул и Абнером Криллом / Человеком-в-горошек — проникают на Корто-Мальтезе с отдельного пляжа, когда Флага захватывает местная группа сопротивления, а выжившего члена Харли Квинн захватывает новое правительство острова.
Второй отряд находит Флага в базовом лагере движения сопротивления и убеждает лидера восстания Сол Сорию помочь им в предстоящем конфликте. Через некоторое время после извлечения Квинн из комплекса, занятого режимом Корто-Мальтезе, они захватывают ведущего учёного, ответственного за проект «Морская звезда», Мыслителя, который помогает им проникнуть в Йотунхейм, позволяя Крису, Дюбуа, Квинн, Криллу и Нанауэ оснастить объект взрывчаткой, в то время как Флаг и Казо сопровождают Мыслителя в лабораторию.
Мыслитель рассказывает Флагу и Казо, что проект «Морская звезда» включал в себя поимку и эксперименты с внеземным существом, известным как Старро, которое было доставлено на Землю правительством США, которое тайно финансировало проект в течение десятилетий, используя тысячи уроженцев Корто-Мальтезе в качестве невольных подопытных. Флаг, в ужасе от этических последствий, решает взять жёсткий диск с деталями проекта и слить его в качестве доказательства. Однако Крис противостоит ему и убивает его, поскольку он тайно выполнял приказ самой Уоллер скрыть участие США в проекте. Поскольку стычка между другими членами отряда и военными Корто-Мальтезе приводит к тому, что Крилл преждевременно взрывает взрывчатку, Казо крадёт диск, в то время как Крис пытается казнить её. Дюбуа вмешивается, спасая Казо и стреляя в Криса, оставляя его с почти смертельными ранениями, в то время как Казо и Дюбуа убегают из разрушающегося объекта вместе с диском.
Пока оставшиеся члены «Отряда X» убивают освобождённого Старро и спасают Корто-Мальтезе, отдельная группа из Белль-Рив отправляется, чтобы забрать Криса из руин Йотунхейма и вернуть его в округ Чарлтон. После поражения Старро и роспуска отряда двое соратников Уоллер, Джон Экономос и Эмилия Харкорт, посещают больницу в Эвергрине, чтобы проверить выздоровление Криса, при этом Харкорт заявляет, что важно сохранить ему жизнь, поскольку он снова понадобится для спасения мира.

### Проект «Бабочка»

#### Встреча с Клемсоном Мёрном и Бабочкой
После выписки из реанимации пять месяцев спустя и возвращения в свой дом-трейлер неподалёку к Крису обращается команда, состоящая из Экономоса, Харкорт, новобранца и дочери Уоллер, Леоты Адебайо, и эту команду возглавляет информатор Уоллер по имени Клемсон Мёрн. Мёрн информирует Криса и команду об инопланетянах-паразитах под кодовым названием Бабочки и организует групповую встречу позже тем же вечером. Затем Крис навещает Огги, который снабжает своего сына новыми шлемами. После брифинга Крис вступает в интимную связь с Энни Штурпхаузен, которой овладела Бабочка, и она нападает на него. Он убивает её, используя свой «шлем со звуковым взрывом», но местная полиция, возглавляемая детективом Софи Сонг, предупреждена об инциденте и проводит расследование. Харкорт и Адебайо помогают Крису ускользнуть от них, пока Экономос случайно не подставляет Огги как виновника преступления, что приводит к непреднамеренному аресту и тюремному заключению последнего.

#### Убийство семьи Гофф
После того, как команда отстраняется от него из-за инцидента, Крис возвращается домой и встречается с Чейзом, во время чего они сообща обнаруживают, что устройство, принадлежащее Штурпхаузен, на самом деле является миниатюрным космическим кораблем. На следующий день Мёрн информирует команду об их первой оперативной миссии, приказывая им убить сенатора США Ройланда Гоффа и его семью, которые, как предполагается, все являются Бабочками. Смит и Харкорт проникают в дом Гоффа, но Крис не решается казнить семью Гоффа. Чейз вызвался это сделать, но прежде чем он смог убить Гоффа, на команду напал телохранитель Гоффа, Дзюдомастер, который нокаутировал Харкорт и захватил Криса и Чейза для допроса. Гофф пытается заставить Криса выдать информацию, пытая Чейза, но Харкорт, Мёрн и Адебайо вмешиваются, позволяя Крису освободиться и убить Гоффа, в то время как Экономос выводит из строя убегающего Дзюдомастера. После того, как из трупа Гоффа появляется бабочка, Крис тайно захватывает её и утверждает, что убил её.

#### Допрос Дзюдомастера
Когда команда приносит Дзюдомастера в своё убежище, чтобы допросить его, Крис и Чейз узнают об аресте Огги. Несмотря на то, что Мёрн и Адебайо говорят ему об обратном, Крис навещает Огги в тюрьме, где последний угрожает рассказать властям о проекте «Бабочка». После этого Крис и Адебайо обнаруживают, что Дзюдомастер пытается сбежать. После продолжительной конфронтации между Крисом и Дзюдомастером Адебайо внезапно стреляет в последнего, когда тот собирается раскрыть истинную цель Бабочек. Разочаровавшись, Крис возвращается в свой трейлер и горюет по поводу того, что ему пришлось убить Флага, и по поводу смерти Кита.

#### Проникновение в Глан Тай и налёт Бабочек
Огги заявляет о своей невиновности Сонг, которая приходит к выводу, что Крис убил Штурпхаузен. Одновременно Крис получает информацию о паразитической природе бабочек и их желании питаться янтарной жидкостью. Открытие, сделанное Адебайо прошлой ночью, приводит проект «Бабочка» на завод по розливу Глан Тай, где они убивают рабочих, одержимых Бабочками, и сбежавшую гориллу из зоопарка, и Крис завоёвывает уважение команды. Во время сближения на обратном пути Крис приглашает Адебайо в свой трейлер, где она, по приказу Уоллер, тайно заменяет его личный дневник точной копией.
Сонг организует освобождение Огги и арест Криса, к большому разочарованию помощника шерифа Локка, который тайно сотрудничает с Мёрном без ведома остальной команды. Бабочка Гофф пытается коммуницировать с Крисом и Чейзом как раз в тот момент, когда полиция Эвергрина приходит, чтобы арестовать первого. Убегая в убежище проекта «Бабочка» с помощью Локка, Чейз случайно роняет банку с Гоффом, позволяя ему сбежать и завладеть Сонг, в то время как Локк получает дневник Криса. Когда Экономос прослеживает деятельность Бабочек до ранчо Ковердейл, где команда подозревает, что они используют гигантскую инопланетную личинку, или «корову», для массового производства жидкости, Адебайо испытывает чувство вины за сокрытие конфиденциальной информации об операции от Криса и Уоллер. В другом месте «Гофф» вызывает армию Бабочек, чтобы завладеть Полицейским управлением Эвергрина и Исправительным центром Эвергрина, в то время как Огги собирает группу последователей и вновь использует свой псевдоним «Белый Дракон», чтобы убить Криса, который смотрит телевизионную трансляцию, в которой одержимый Локк публично обвиняет его, используя его дневник, и призывает к его аресту.

#### Противостояние отцу и Корове
Чувствуя, что его предали его товарищи, Крис решает сам найти и уничтожить «корову». Однако команду перехватывает Огги и его последователи. Ручной орлан Криса Орлуша пытается спасти Криса, но его ранит Огги, который чуть не казнит Криса. Чейз обнажает слабое место в броне Огги, позволяя Крису одолеть его и неохотно убить. Проект «Бабочка» воссоединяется в соседней ветеринарной клинике, где Орлушу лечат от полученных травм, и они узнают, что Мёрн был убит полицейскими, одержимыми Бабочками. Команда выбирает Харкорт своим новым лидером, которая информирует их о цели Бабочек — телепортировать «корову» в другой анклав и уйти, чтобы остановить их.
Добравшись до ранчо Ковердейл, команда импровизирует план из-за нехватки времени. После того, как Экономосу не удаётся дистанционно убить Корову, Крис, Харкорт и Чейз начинают фронтальное наступление, уничтожая нескольких Бабочек, хотя Харкорт и Чейз получают тяжёлые ранения. Тем временем Смит противостоит «Гоффу», который пытается склонить его на сторону Бабочек, рассказав, что Бабочки изначально прилетели на Землю в поисках убежища, прежде чем поняли, что планета находится во власти людей, пытающихся извлечь выгоду из её ресурсов, и они сменили свои цели в сторону ассимиляции с человечеством и направления их к миру. Раздражённый Крис запускает Адебайо в Корову, используя свой шлем «человек-торпеда», чтобы она могла уничтожить её, в то время как он убивает Локка-Бабочку и тело Сонг, при этом пощадив «Гоффа».
После этого Харкорт, Экономос и Чейз проходят курс лечения, в то время как Адебайо и Крис примиряются. Вдохновлённая, она публично раскрывает информацию о проекте «Бабочка» и роли Уоллер в «Отряде Икс», очищая имя Криса. Однако, когда он возвращается домой с Орлушой и «Гоффом», его начинает преследовать галлюцинация Огги.

## В других медиа
Миротворец в озвучивании Джона Сина появится в Kombat pack компьютерной игры «Mortal Kombat 1» (2023).

## Реакция
Исполнение Синой роли Кристофера Смита / Миротворца в его появлениях в DCEU получило положительные отклики. Говоря о его выступлении в «Миссии навылет», Кэти Райф из The A.V. Club заявила, что «Сина в очередной раз доказывает, что он талантливый комедийный актёр» в этой роли, описав персонажа как «живую фигурку». Джастин Чанг из «Los Angeles Times» далее добавил, что игра Сины в роли его персонажа с «ироничным именем» в итоге дополнила «потрясающий ансамбль и ловкий баланс остроумия, сердца и других внутренностей». Комментируя химию между Миротворцем Сины и персонажем Идриса Эльбы Робертом Дюбуа / Бладспортом, Ричард Тренхолм из CNET заметил, что постоянным позитивом на протяжении всего фильма было «Весёлое противостояние пары, пытающейся превзойти друг друга в убийственном творчестве», ещё раз похвалив Сину за то, что он «такой хороший и такой забавный в качестве встревоженного Миротворца, он кажется совершенно другим актёром, чем деревянный чурбан, который с глухим стуком упал с экрана в этом году в „Форсаже 9“».
Критики точно так же приветствовали выступление Сины в «Миротворце» в следующем году. Писатель из IGN Саманта Нельсон наблюдала за развитием характеризации в сериале, размышляя о том, что «Миротворец быстро становится значительно более симпатичным персонажем, чем он был в фильме Ганна, даже если он раздражает своих товарищей по команде, таких как тюремщик Белль Рив Джон Экономос (Стив Эйджи), которого Миротворец постоянно обвиняет в том, что он окрашивает свою бороду». Далее она комментирует, что «у Сины отличное чувство юмора и, похоже, ему не стыдно, когда он играет унылого парня, лучшим другом которого является его напарник белоголовый орлан Орлуша». Чарльз Брамеско из «The Guardian» назвал Сину «самым сильным атрибутом шоу», приписав это «его жилистой мускулатуре, придающей столь необходимый вес противостояниям, которые спотыкаются при наращивании пластичного CGI». Он сравнивает присутствие и мастерство Сины в сериале с физической комедией, сказав, что «бас-гитара становится красной каждый раз, когда он ударяется о стену или пол, позволяя нам почувствовать тяжесть его слоновьего тела. Он также хорошо подходит на роль начинающего комического исполнителя, его буйство альфа-самца-мальчика идеально подходит для новых шуток Ганна».